# 小田部羊一
小田部羊一（1936年9月15日—）是日本的男性動畫師、電子遊戲插圖及角色設計家。
代表參與的動畫作品為《世界名作劇場》系列，電子遊戲則有《超級瑪利歐》、《薩爾達傳說》系列等。

## 經歷

### 出生
小田部羊一出生於日治時代的台灣台北市，在二戰結束後則跟著家人返回日本的奈良縣生活，之後也曾搬移至新潟縣、茨城縣等地居住。

### 動畫師時期
在就讀東京藝術大學日本畫科後，小田部羊一進入了東映動畫公司就職，當時他主要合作的同事有大塚康生、高畑勳、宮崎駿等人。當時在東映期間小田部羊一與他們合作的代表動畫為《太陽王子 霍爾斯的大冒險》。
1971年在大塚康生的提議之下，小田部羊一與高畑勳及宮崎駿陸續從東映跳槽到A Production動畫製作公司，以進行將阿斯特麗德·林格倫的著作《長襪子皮皮》改編成動畫的計畫，不過此計畫最後因得不到作者阿斯特麗德的允許而告吹。而2年後小田部羊一又與高畑勳等人再次轉職到日本動畫公司裡，在此間則參與了《世界名作劇場》系列中《小天使》、《尋母三千里》、《小浣熊》等動畫製作。至1977年小田部羊一則從日本動畫公司離職，改以自由業身份活動一段時期。

### 任天堂時期
1985年小田部羊一在先前在東映共事的同事池田宏邀請之下，進入了電子遊戲公司任天堂就職。在任天堂裡小田部羊一擔任了《瑪利歐系列》、《精灵宝可梦》裡眾多作品的遊戲插圖繪製、或是角色設計相關事務。2007年則從任天堂離職，再次以自由業創作者身份活動。

### 其它
小田部羊一曾與妻子奧山玲子組成兩人專用的工作室，而倆人共同使用的筆名則為。
除曾擔任動畫師及遊戲插圖畫家外，小田部羊一也曾擔任過東京動畫研究所及母校東京藝術大學的講師。另個人畫展則曾在2010年夏季於東京都展出。

## 參與作品

### 動畫

#### 電視動畫
- 少年猿飛佐助（1959年）：動畫師
- 狼少年肯（1963年）：作畫監督‧原畫
- 少年忍者風之富士丸（1964年）：作畫監督‧原畫
- Hustle Punch（1965年）：作畫監督‧原畫
- 赤胴鈴之助（1972年）：作畫監督‧原畫
- 小天使（1974年）：角色設計‧作畫監督
- 龍龍與忠狗（1975年）：第15集作畫
- 尋母三千里（1976年）：角色設計‧作畫監督
- 小浣熊（1977年）：原畫
- 西頓動物記 熊之子傑基（1977年）：原畫
- 漫畫日本繪卷（1977─78年）：分鏡圖‧作畫
- 小麻煩千惠（1981年）：作畫監督
- 靈犬雪麗（1981年）：作畫監督‧原畫
- 南海仙島（1983年）：角色設計
- 子鹿物語（1983─85年）：作畫監督‧原畫
- 珊瑚礁傳說 碧海的艾菲海底城（1986年）：角色設計‧原畫
- 綠野仙蹤（1986─87年）：原畫
- 神奇寶貝電視版系列：動畫監修

#### 電影動畫
- 太陽王子 霍爾斯的大冒險（1968年）：原畫
- 飛天幽靈船（1969年）：作畫監督
- 動物金銀島（1971年）：原畫
- 熊貓家族（1972年）：作畫監督‧原畫
- 熊貓家族 雨中的馬戲團（1973年）：作畫監督‧原畫
- 神龍之子太郎（1979年）：角色設計‧作畫監督
- 風之谷（1984年）：原畫
- 螢火蟲之墓（1988年）：原畫
- 冬之日（2003年）：動畫師
- 神奇寶貝劇場版系列：動畫監修

### 電子遊戲

#### 超級瑪利歐相關作品
- 瑪利歐系列：插圖、角色動畫影像監修
- 超級瑪利歐世界：特別感謝人員
- 超級瑪利歐兄弟USA：角色動作設計
- 超級瑪利歐兄弟 豪華版：插圖
- 超級瑪利歐賽車：插圖
- 超級瑪利歐RPG：角色設計協助
- 纸片马力欧RPG：角色監修
- 马力欧与路易吉RPG：插圖監修
- 瑪利歐與路易吉RPG2：插圖監修
- 瑪利歐派對系列：圖形協助（至第7代為止）
- 瑪利歐高爾夫系列：圖形協助
- 瑪利歐網球系列：圖形協助（至Power Tour版本為止）
- 瑪利歐vs.咚奇剛：美術監修
- 瓦力欧制造：角色監修
- 舞動壞俐歐：角色監修
- 觸控壞俐歐工坊：角色監修
- 超級碧姬公主：角色監修
- GAME BOY GALLERY2：插圖協助
- GAME BOY GALLERY3：插圖協助
- GAME BOY GALLERY4：插圖
- 大金剛 (Game Boy)：插圖
- 大金剛 搖擺之王：圖形協助
- 耀西方塊：設計協助

#### 薩爾達傳說相關作品
- 薩爾達傳說 眾神的三角力量：遊戲美工
- 薩爾達傳說 夢見島：插圖

#### 神奇寶貝相關作品
- 寶可夢隨樂拍：角色監修
- 寶可夢競技場2：角色監修
- 神奇寶貝競技場金銀版：角色監修
- 神奇寶貝頻道：動畫監修

#### 其它
- 遊遊記：角色設計
- 星之卡比：監修
- 滾滾歡樂球：角色設計
- 旋轉急急棒：角色設計
- 任天堂明星大亂鬥DX：監修
- 黃金太陽 開啟的封印：圖形協助
- 黃金太陽 失落的時代：圖形協助

## 個人畫集
- ISBN 4938543346